# Simay Barlas
Simay Barlas (* 7. Mai 1999 in Istanbul) ist eine türkische Schauspielerin.

## Karriere
Barlas studierte an der İstanbul Bilgi Üniversitesi. Ihr Debüt gab sie 2014 in der Fernsehserie Paramparça. Danach wurde sie für die Serien Adı Efsane und Hayat Bazen Tatlıdır gecastet.
2019 bekam sie eine Hauptrolle in der Serie Zalim İstanbul. Anschließend bekam sie eine Hauptrolle in dem Kinofilm Dijital Esaret. Von 2021 bis 2022 war sie in der Serie Aziz zu sehen. Seit 2023 spielt sie in Yabani die Hauptrolle.

## Filmografie
Filme
- 2019: Dijital Esaret

Fernsehserien
- 2014: Paramparça
- 2016–2017: Hayat Talıdır
- 2017: Adı Efsane
- 2019–2020: Zalim İstanbul
- 2020: Bir Annenin Günahı
- 2021–2022: Aziz
- 2023: Ömer
- 2023–2024: Yabani
- 2024–2025: Sen Ağlama İstanbul